# Ileantella birmanica
Ileantella birmanica är en stekelart som beskrevs av Heinrich 1968. Ileantella birmanica ingår i släktet Ileantella och familjen brokparasitsteklar. Inga underarter finns listade i Catalogue of Life.